# 200

## Събития
- Битка при Гуанду на Жълтата река

## Родени
- Диофант, гръцки математик
- ок. 200: Деций, римски император († 251)
- Марк Клавдий Тацит, римски император († 276)
- Валериан I, римски император